# Lomis hirta
Lomis hirta ist ein Mittelkrebs und die einzige Art der Überfamilie der Lomisoidea. Sie wird etwa 3 Zentimeter breit und ist an der Südküste Australiens und der Nordküste Tasmaniens heimisch.

## Merkmale
Äußere Morphologie
Lomis hirta besitzt einen breiten, sehr flachen und symmetrischen Körperbau. Sie erscheint nahezu rechteckig, bei einer maximalen Carapaxbreite und -länge von 3 Zentimeter. Ihre Scheren sind breit und flach, öffnen sich eher horizontal als vertikal, was die flache Erscheinung dieses Krebses unterstützt. Die Farbe von Lomis hirta ist gräulich-braun, der gesamte Körper ist bedeckt von Haaren (Setae), was ihr eine eher braune Erscheinung gibt. Antennen und Mundwerkzeuge haben eine deutlich blaue Farbe.
Einzelne Bereiche des Carapax sind nicht abgegrenzt, er ist komplett von Haarbüscheln bedeckt. Das Rostrum ist klein und dreieckig. An den Augenhöhlen fehlen klar abgegrenzte Randbereiche (ocular scales). Die Basis der Antennen (antennal peduncle) hat sechs Teilbereiche und somit eine überzählige Segmentation verglichen mit anderen Anomurenkrebsen. Die Flagella der Antennen sind dick und mit langen, gepaarten Borsten versehen. Ein Stachel am Epistom ist vorhanden. Das dritte Paar der Maxillipeden ist pediform. Lomis hirta besitzt jeweils 14 Kiemen (Trichobranchien) an jeder Seite. Das Abdomen ist symmetrisch und besitzt calzifizierte Tergite. Es ist leicht unter den Cephalothorax geschlagen. In dorsaler Ansicht ist das zweite Tergit sichtbar.
Neben den Scheren am ersten Schreitbein, befinden sich auch am zweiten bis vierten Beinpaar kleine Scheren. Das fünfte Beinpaar ist wie bei allen Anomura vergleichsweise klein und zu Putzbeinen modifiziert. Bei Männchen sind die ersten beiden Paare der Schwimmbeine als Gonopoden vorhanden, das dritte bis fünfte Paar fehlt oder ist verkümmert. Bei Weibchen sind alle fünf Schwimmbeinpaare vorhanden. Die Uropoden sind bei Männchen verkümmert, das Telson ist bei beiden Geschlechtern eine relativ kleine, calzifizierte Platte. Der Geschlechtsdimorphismus bei den Uropoden ist die charakteristische Apomorphie von Lomis hirta.
Innere Morphologie
Verdauungssystem: Der Magen (Kaumagen + Pylorus) von L. hirta sitzt dorsal im vorderen Bereich des Cephalothorax. Verschiedene Muskeln inserieren an stärker kalzifizierten Bereichen des Kaumagens, den Magenossikeln. Vom Pylorus ausgehend zieht der röhrenförmige (End-)Darm in das Telson bzw. zum After. Ein kurzes Paar Blindärme (Cecae) entspringt dorsal am Übergangs zwischen Pylorus und (End-)Darm und ein unpaarer Blinddarm (Cecum) entspringt seitlich-links im fünften Pleonsegment. Das unpaare hintere (posteriore) Cecum verläuft dabei nach vorne (anterior) und rollt sich im zweiten Pleonsegment auf. Der Hepatopankreas füllt den Großteil des Cephalothorax und Teile des Pleons und besteht aus zwei Lappen röhrenförmiger Divertikel, die mit dem Pylorus über einen gemeinsamen Duktus verbunden sind. Dabei wird der Magen an seiner Unterseite vom Hepatopankreas umfasst, wobei letzterer bis nach unten zur ventralen Nervenkette zieht und Ausläufer des Hepatopankreas zwischen die Beinnerven reichen. Nach vorn reicht der Hepatopankreas bis zum Vorderende des Magens, nach hinten bis in das vierte Pleonsegment.
Exkretionssystem: Die Anntendrüsen von L. hirta liegen seitlich im vorderen (anterolateralen) Cephalothorax und sind komplex strukturiert. Die Lappen der mit den Drüsen assoziierten Antennenblase liegen vorne (anterior) und seitlich (lateral) zum Magen und bedecken einen Großteil des Hepatopankreas.
Fortpflanzungssystem: Die weiblichen Geschlechtsdrüsen, die Ovarien, von L. hirta sind paarig und über dem Hepatopankreas gelegen. Sie sind unterhalb des Herzens miteinander verbunden, was ihnen eine H-förmige Form verleiht. Im vorderen Bereich fassen die Ovarien den hinteren Bereich des Magens, im hinteren Bereich reichen die Drüsen bis ins sechste Pleonsegment. Die männlichen Geschlechtsdrüsen, die Testes oder Hoden, sind ebenfalls paarig, beschränken sich in ihrer Ausdehnung aber auf den Cephalothorax. Sie sind beiderseits mit einem abführenden Gang, verbunden, die, mehrfach aufgerollt, zu den Geschlechtsöffnungen (Gonoporen) ziehen. Letztere befinden sich auf den Coxalsegmenten des achten Thoraxsegments. Die aufgerollten Abführgänge (Vasa deferentia) reichen auf ihrem Weg bis in das zweite Pleonsegment hinein.
Nervensystem: Der vorderste Teil des Zentralnervensystems ist das Gehirn. Es ist relativ klein verglichen mit dem Rest des Körpers. Vom Gehirn ziehen Nerven zu den Sinnesorganen (Augen, Antennulae, Antennen). Ein Paar zirkumösophagealer („den Schlund umschließende“) Konnektive verbindet das Gehirn von L. hirta mit dem cephalothorakalen Ganglion, einer Verdichtung mehrerer Neuromere im vorderen unteren Cephalothorax (Thoraxsegmente 3–5), die den Ganglienanteilen der Segmente von Mandibel und 1. + 2. Maxille, der Thorakalsegmente (I-VIII) und des ersten Pleonalsegments entsprechen. Die Nervenfaserverdichtungen (Neuropile) der Neuromere der Mundwerkzeuge sind dabei deutlich zusammengelagert und getrennt von den einzeln stehenden Neuropilen der Laufbeinsegmente (Pereiopoden-Segmente). Die Neuromere der Pleonsegmente 2–6 liegen dicht im 7.–8. Thoraxsegment zusammen und sind dem cephalothorakalen Ganglion unmittelbar angelagert.
Kreislaufsystem: Das Herz von L. hirta liegt im oberen Bereich des Cephalothorax unter dem Carapax und oberhalb des vorderen Darmabschnitts. Es wird von mehreren Ligamenten gehalten und befindet sich im Perikardialsinus, der seitlich und unterhalb durch das Perikardialseptum begrenzt wird. Drei Paar ventilartige Öffnungen (Ostien) verbinden den Sinusraum mit dem Herzinneren. Das Herzinnere ist durchzogen von asymmetrisch angeordneten Muskelbündeln, die Teile des Herzmuskels (Myokard) darstellen. Insgesamt ziehen sieben Arterien, die sich fünf Arteriensystemen (2 paarig, 3 unpaar) zuordnen lassen, vom Herzen zu den jeweiligen Organen und Körperregionen. Nachdem das Blut, die Hämolymphe, die Arterien verlassen und die Gewebe um- bzw. durchspült hat, gelangt es über Gewebsspalten (Lakunen) und Kanäle (Sinus) zu den Sinus der Kiemen und wird nach erfolgter Sauerstoffanreicherung über die weitlumigen Branchioperikardialsinus zurück zum Perikardialsinus geleitet.
Muskelsysteme: Der Aufbau bzw. die Anordnung der verschiedenen Muskelsysteme bei L. hirta entspricht im Wesentlichen dem anderer Decapoden. Eine Besonderheit betrifft aber die Muskulatur den Pleons. Sie ist weitgehend bis auf wenige dünne Muskelverbände reduziert. Diese Reduktion der Muskeln wird mit der evolutionären Entstehung des Krabbenhabitus (Carzinisierung) von L. hirta und dem damit einhergegangenen Umschlagen und Abflachen des Pleons in Zusammenhang gebracht.

## Verbreitung und Lebensraum
Lomis hirta ist an der Küste Südaustraliens heimisch. Ihr Verbreitungsgebiet reicht vom östlichen Victoria und Tasmanien bis etwa Bunbury in Western Australia. Sie lebt dort an überwiegend steinigen Küsten oder auf Riffen auf Höhe des Meeresspiegels bis Tiefen von maximal 30 Meter. Dort befindet sie sich meist eng anliegend unterhalb von flachen Steinen und Felsbrocken. Sie bewegt sich eher langsam und flüchtet nicht vor Angreifern, sondern verharrt gut getarnt nahezu unsichtbar an Ort und Stelle, mit allen Gliedmaßen eng am Körper. Wahrscheinlich ernährt sich Lomis hirta als Filtrierer von Plankton.

## Systematik
Jean-Baptiste Lamarck beschrieb diese Krebsart im Jahr 1818 als Porcellana hirta und stellte sie somit in die Familie der Porzellankrebse (Porcellanidae). Henri Milne Edwards stellte signifikante Unterschiede zwischen Porcellana hirta und den anderen Arten der Porzellankrebse fest und meinte eine Verwandtschaft zu den Stein- und Königskrabben (Lithodidae) zu erkennen. Denn irrtümlicherweise beschrieb er die Art und nicht nur die Männchen mit fehlenden Uropoden, was für die Lithodidae typisch gewesen wäre. Er stellte mit dieser einen Art im Jahr 1837 die Gattung Lomis auf. Diese Familienzuordnung wurde von Eugène Louis Bouvier bereits 1894 angezweifelt. Er begründete seine Bedenken mit der Symmetrie des Körperbaus, der bei Lithodidae üblicherweise asymmetrisch ist. Milne Edwards Zuordnung hatte allerdings noch bis 1965 bestand, ehe Robert Louis Cecil Pilgrim Milne Edwards Fehler erkannte und die Zuordnung korrigierte, um Bouviers Arbeit zu folgen und die Art in eine eigene Familie, die Lomisidae, zu stellen. Innerhalb der Anomura vermutet Pilgrim eine Verwandtschaft mit den Landeinsiedlerkrebsen (Coenobitidae) und stellte sie somit in die seinerzeit noch beschriebene Überfamilie der Coenobitoidea. Im Jahr 1983 erhob Patsy McLaughlin Lomis hirta gar in eine eigene Überfamilie. Sie stellte fest, dass die Art aufgrund ihrer Merkmale (Kiemenzahl, Körpersymmetrie, Geschlechtsdimorphismus der Uropoden, Epistomstachel, Zahl der Antennenbasissegmente und Fehlen des orbital scale) eine von den anderen Anomura getrennte Abstammungslinie besitzen müsste.
Im Jahr 2010 bezeichnet Patsy McLaughlin die Frage nach der phylogenetischen Zuordnung der Überfamilie innerhalb der Anomura als ungelöst. Einer molekulargenetischen sowie morphologischen Studie von Kareen Elisabeth Schnabel und Coautoren zufolge bilden Lomis hirta zusammen mit der monotypischen Familie der Aeglidae eine gemeinsame Klade (Australopoda) mit den Chirostyloidea.
Das Artepitheton hirta kommt aus dem Lateinischen und bedeutet „struppig“ bzw. „haarig“. Der Name der Gattung ist abgeleitet vom Griechischen Wort loma und bedeutet „Rand“ bzw. „Saum“.